# Santa Maria di Sala
Santa Maria di Sala és un municipi italià, dins de la ciutat metropolitana de Venècia. L'any 2007 tenia 16.267 habitants. Limita amb els municipis de Borgoricco (PD), Massanzago (PD), Mirano, Noale, Pianiga i Villanova di Camposampiero (PD).

## Administració
| Període | Identitat      | Partit      |
| ------- | -------------- | ----------- |
| 2007-   | Paolo Bertoldo | Centredreta |